# Ugi's
Ugi's es una cadena gastronómica de Buenos Aires (Argentina) dedicada a la pizza a la piedra.

## Historia
Fue fundada en 1980 por Hugo Solís, que instaló el primer local en la esquina de Rivadavia y Suipacha, en el microcentro porteño, recién llegado de Estados Unidos y con el proyecto en mente. Con el paso de los años el negocio fue creciendo, llegando a tener 70 sucursales en Buenos Aires, de las cuales quedaban cerca de 50 en 2009, cuando salió al mercado Fábrica de Pizzas, una competidora directa que ofrecía un producto similar a menor precio.
En 2017, Ugi's sigue siendo unas de las cadenas de pizzería más notorias de Argentina con más de 120 locales, manteniendo su carácter de empresa familiar.

## Características
Con sucursales a lo largo de toda Buenos Aires, se destaca el de Carlos Pellegrini frente al Obelisco, donde transcurren escenas de la película Pizza, birra, faso (1998). Ugi's sólo vende pizza de mozzarella con salsa de tomate, utilizando queso producido por la misma empresa para autoabastecerse, aunque ocasionalmente ofrece fugazza con queso, y a fines de la década de 1990 también tenía una línea de gaseosas marca Ugi's, y medialunas.
Ugi's apuntó desde su creación al sector más económico de pizza al paso, teniendo mayor éxito en los sectores de gran flujo de pasajeros o peatones, y en barrios residenciales o de clase media-baja y baja. Sus locales tienen como mobiliario básico un horno a la piedra, un mostrador y barras para comer de parado, aunque ocasionalmente incluyen mesas y sillas. Durante tiempos de la convertibilidad el valor de una pizza entera sin caja era de 1,8 pesos convertibles, valor que aumentó progresivamente luego de la crisis de 2001, manteniéndose como el precio más económico y accesible hasta la aparición de las nuevas cadenas competidoras como Fábrica de Pizzas.

## Índice Ugi's
En agosto de 2015, desde el diario Clarín y la revista económica Fortuna (del grupo Perfil), se difundieron mediciones de la inflación argentina de los últimos 20 años a partir del precio de la pizza de mozzarella de Ugi's. La iniciativa había sido comenzada por un blog llamado Ugisindex en mayo de 2011, y al momento de los artículos periodísticos, se calculaba “más de 2.400% de suba desde el menemismo. Más de 1.300% desde enero de 2004”.